# Варс-Альер-э-Риссе
Варс-Альер-е-Риссе (фр. Varces-Allières-et-Risset) — коммуна во Франции, находится в регионе Овернь — Рона — Альпы. Департамент коммуны — Изер. Входит в состав кантона Пон-де-Кле. Округ коммуны — Гренобль.
Код INSEE коммуны — 38524. Население коммуны на 2012 год составляло 6583 человека. Населённый пункт находится на высоте от 247 до 1 960 метров над уровнем моря. Муниципалитет расположен на расстоянии около 490 км юго-восточнее Парижа, 100 км юго-восточнее Лиона, 14 км юго-западнее Гренобля. Мэр коммуны — Jean-Luc Corbet, мандат действует на протяжении 2014—2020 гг.
Динамика населения (INSEE):